# Krzynki
Krzynki (niem. Krining) – wieś sołecka w Polsce położona w województwie zachodniopomorskim, w powiecie choszczeńskim, w gminie Pełczyce. W latach 1975–1998 miejscowość administracyjnie należała do województwa gorzowskiego. W roku 2007 wieś liczyła 79 mieszkańców. 

## Geografia
Wieś leży ok. 9 km na południe od Pełczyc, nad jeziorem Pełcz.

## Historia
Wieś pojawia się w źródłach 1315 r. W 1337 r. nadana klasztorowi Cysterek z Pełczyc. W 1524 r. jako właściciele występują Steinwehrowie, nieco później ród von Waldów. Waldowowie byli posiadaczami tutejszego majątku jeszcze w XVIII wieku. Prawdopodobnie w 1729 r. został on wykupiony i włączony do domeny królewskiej w Dolicach. Ok. 1800 r. przejściowo w ręku von Morwitza, od 1822 - von Klitzingów. Dobra ziemskie ok. poł. XIX wieku liczyły 860 ha. Według danych z 1928 r. w Krzynkach były 2 majątki: Fritza Hinte i dr Heilgendorfa. W tym czasie we wsi i majątku zamieszkiwało łącznie 291 osób. Po 1945 r. na bazie upaństwowionego folwarku utworzono Państwowe Gospodarstwo Rolne, a w jednej rezydencji ośrodek wypoczynkowy (obecnie własność prywatna).

## Zabytki
Do wojewódzkiego rejestru zabytków wpisane są: 
- kościół ewangelicki, obecnie pw. Chrystusa Dobrego Pasterza z 1858 r.; kościół filialny, rzymskokatolicki należący do parafii pw. św. Antoniego Padewskiego w Będargowie, dekanatu Barlinek, archidiecezji szczecińsko-kamieńskiej, metropolii szczecińsko-kamieńskiej.
- cmentarz przykościelny